# Morten Ramsbøl

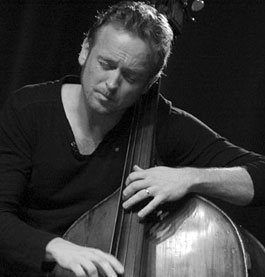
Morten Ramsbøl (2014)

Morten Toftgård Ramsbøl (Aarhus, 1970) is een Deense jazzmuzikant die contrabas speelt.

## Biografie
Ramsbøl studeerde aan Det Jyske Musikkonservatorium en had privéles bij Niels-Henning Ørsted Pedersen, Christian McBride, Jens Jefsen, Peter Vuust en Jesper Lundgaard.
Ramsbøl leidde een eigen band, waarmee hij in 2002 het album Short Stay maakte. Hij was lid van Klüvers Big Band, waar hij met solisten als Veronica Mortensen en Kurt Elling optrad. Hij werkte verder met Sinne Eeg, Jim Rotondi, Olaf Polziehn, Antonio Sanchez, Cæcilie Norby, Scott Hamilton (musicus), Jeff 'Tain' Watts, Morten Lund, Mads Bærentzen, Eric Alexander, Kristian Leth, Jeff Ballard, Jacob Karlzon en Lars Jansson. Hij speelde in 2010 in het kwartet van Didier Lockwood en Niels Lan Doky en maakte in het trio van Søren Møller plaatopnames (het album Playlist). Hij toerde met het Gino Vannelli  European  Quartet en het Benny Green & Ulf Wakenius Special Quartet. Volgens Tom Lord was hij tussen 1999 en 2014 in de jazz betrokken bij 14 opnamesessies.
Ramsbøl werd in oktober 2013 (als opvolger van Wayne Darling) professor voor contrabas aan de Universität für Musik und darstellende Kunst Graz.

## Discografie (selectie)
- Morten Ramsbøl Group Featuring Joey Baron Short Stay (Music Mecca 2002, met Hans Ulrik, Jesper Nordenström, Uffe Steen)
- Lars Møller/Aarhus Jazz Orchestra ReWrite of Spring (Dacapo Records 2015)
- Morten Ramsbøl & Pippo Corvino, Anıl Bilgen How Far Is the Moon (Natango Music 2016)[3]